# Jorge Gamarra
Jorge Gamarra Sagarra (15 de junio de 1922 - 17 de julio de 2020) fue un abogado, juez, profesor y jurista uruguayo. Es reconocido como el mayor exponente de la doctrina civilista en la historia del Uruguay.
Fue catedrático Grado 5 de Derecho Privado II y III (Obligaciones y Contratos) en la Facultad de Derecho de la Universidad de la República. Fue docente del Centro de Estudios Judiciales. Profesor emérito por la Facultad de Derecho de la UDELAR, ha recibido innmuerables distinciones de varias universidades y entidades, entre ellas la Universidad Católica del Uruguay, la Universidad de Buenos Aires y el Centro de Estudiantes de Derecho. Ha sido el maestro de varias generaciones docentes en la materia.
Dirigió varios grupos de investigación en Derecho Civil de la Facultad de Derecho de la Universidad de la República. En la década de 1950 comenzó a escribir el «Tratado de Derecho Civil Uruguayo», su mayor obra compuesta de 26 tomos, la cual es cita ineludible para estudiantes, profesionales y jueces. Es autor de varios libros en la materia e innumerables artículos de doctrina y notas de jurisprudencia. En 1970 fundó y dirigió el Anuario de Derecho Civil Uruguayo. En 2013 surge la Revista de Doctrina y Jurisprudencia de Derecho Civil, de la cual fue fundador y director.
Miembro del Partido Socialista del Uruguay, fue senador suplente en tres ocasiones.

## Selección de algunas publicaciones
- 1956, Estudio sobre obligaciones. Montevideo: Edit. Medina.
- 1957, Tratado de Derecho Civil uruguayo (26 tomos).  Montevideo: Fundación de Cultura Universitaria.
- 1971, La presunción de culpa en la responsabilidad civil del automovilista. Montevideo: Fundación de Cultura Universitaria.
- 1985, Cláusula en moneda extranjera, voluntad de las partes y teoría de la imprevisión. Montevideo: Fundación de Cultura Universitaria.
- Responsabilidad Médica. Montevideo, Fundación de Cultura Universitaria.
- Obligaciones y cuasicontratos (en coautoría). Montevideo, Fundación de Cultura Universitaria.
- Buena Fe Contractual, Montevideo, Fundación de Cultura Universitaria
- Neoconstitucionalismo, Código y Ley Especial, Montevideo, Fundación de Cultura Universitaria
- 1996, La responsabilidad contractual (2 tomos).